# Pháo đài Hohensalzburg

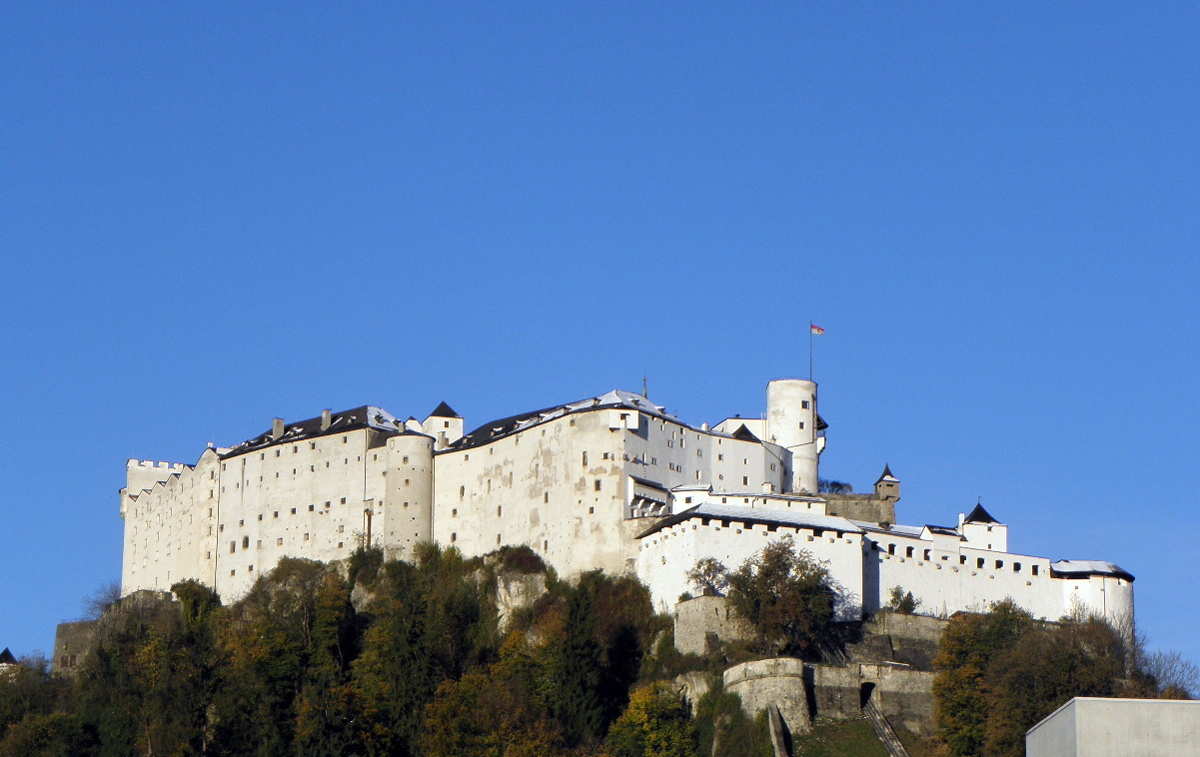
Hohensalzburg Fortress

Lâu đài Hohensalzburg (tiếng Đức: Festung Hohensalzburg) nằm trên đỉnh núi Festungsberg, thuộc thành phố Salzburg nước Áo với chiều dài 250 m (820 ft) và chiều rộng 150 m (490 ft), đây là một trong những lâu đài thời trung cổ lớn nhất ở châu Âu. Pháo đài Hohensalzburg nằm ở độ cao 506 m.

## Lịch sử
Việc xây dựng pháo đài bắt đầu vào năm 1077 dưới thời Tổng Giám mục Gebhard von Helfenstein. Lâu đài ngày càng được mở rộng, các bức tường thành và tháp được xây dựng vào năm 1462 dưới thời Hoàng tử-Tổng giám mục Burkhard II von Weißpriach.
Hoàng tử-Tổng giám mục Leonhard von Keutschach tiếp tục mở rộng pháo đài trong nhiệm kỳ của mình từ năm 1495 đến năm 1519. Các pháo đài bên ngoài bắt đầu được xây dựng từ thế kỷ 16 và hoàn thành vào thế kỷ 17 để đề phòng vì lo ngại cuộc xâm lược của Thổ Nhĩ Kỳ.
Pháo đài Hohensalzburg được tân trang lại từ cuối thế kỷ 19 trở đi và trở thành một điểm thu hút khách du lịch lớn với tuyến đường sắt hình phễu Festungsbahn, được khai trương vào năm 1892, Trong đầu thế kỷ 20, nó được sử dụng như một nhà tù, giam giữ các tù nhân chiến tranh người Ý trong Thế chiến I và các nhà hoạt động Đức Quốc xã trước khi Đức sáp nhập Áo vào tháng 3 năm 1938.

## Chủ sở hữu
Các chủ sở hữu lâu đài qua các thời kỳ gồm Gebhard von Helfenstein, Burkhard von Weisbriach, Leonhard von Keutschach, Matthäus Lang, Wolf Dietrich von Raitenau,...

## Kiến trúc
Lâu đài có một số căn phòng nổi bật như Golden Hall, Nhà nguyện của Đức Tổng Giám mục Leonhard von Keutschach, Golden Chamber, Bedchamber.

## Hình ảnh

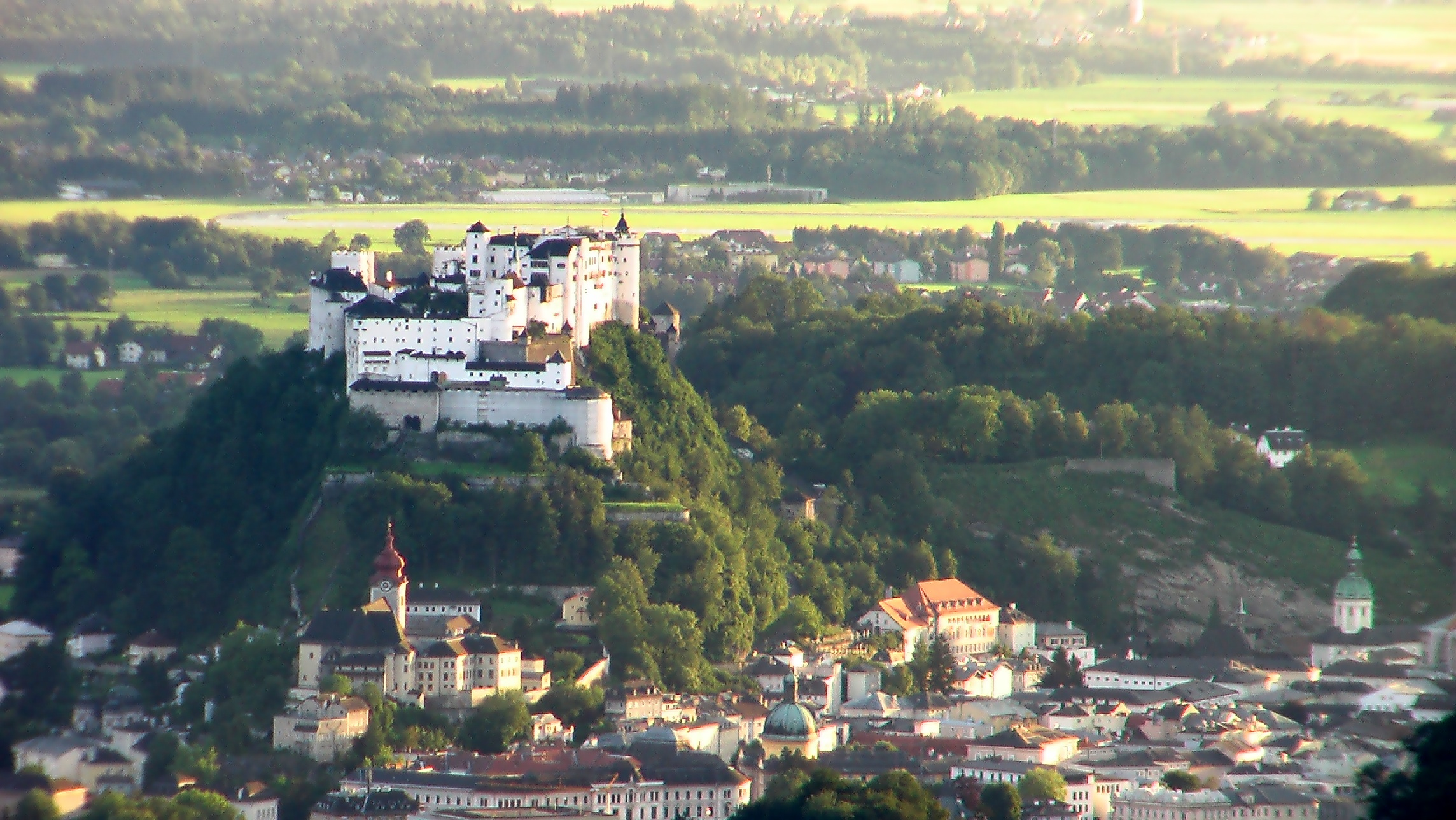
Hohensalzburg Fortress and Salzburg, view from "Gersberg Alm"
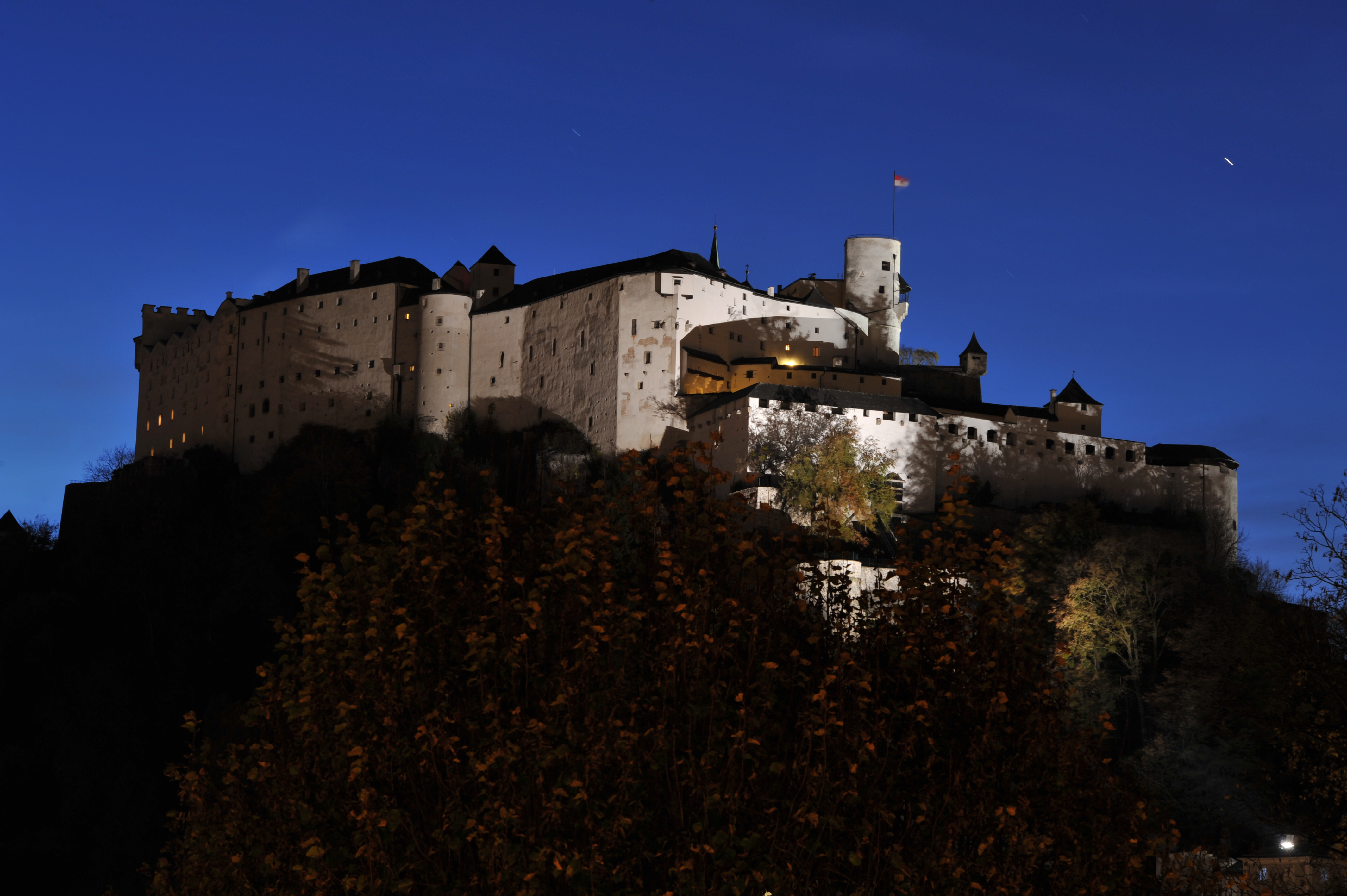
Hohensalzburg Fortress at night
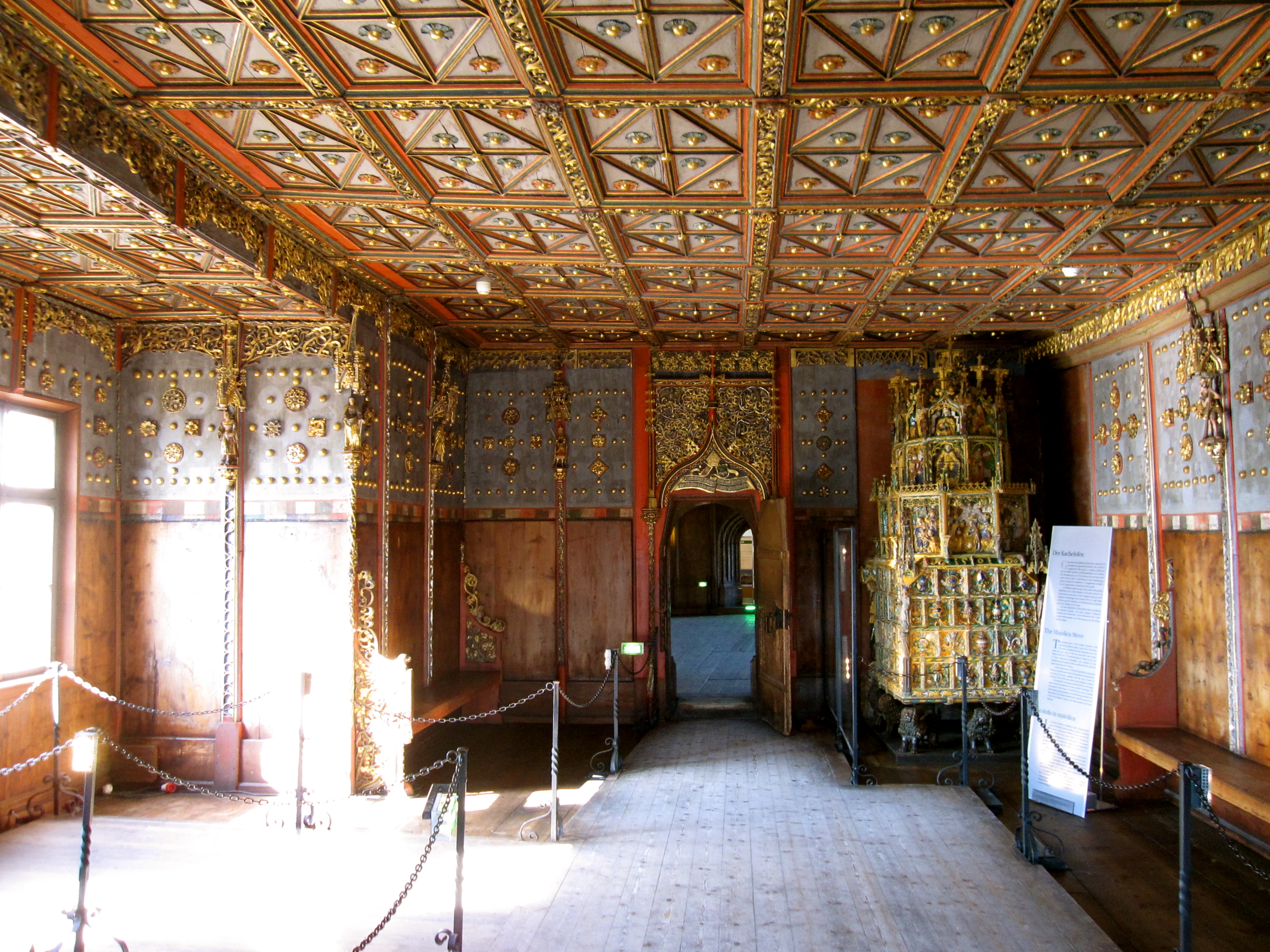
Golden Chamber
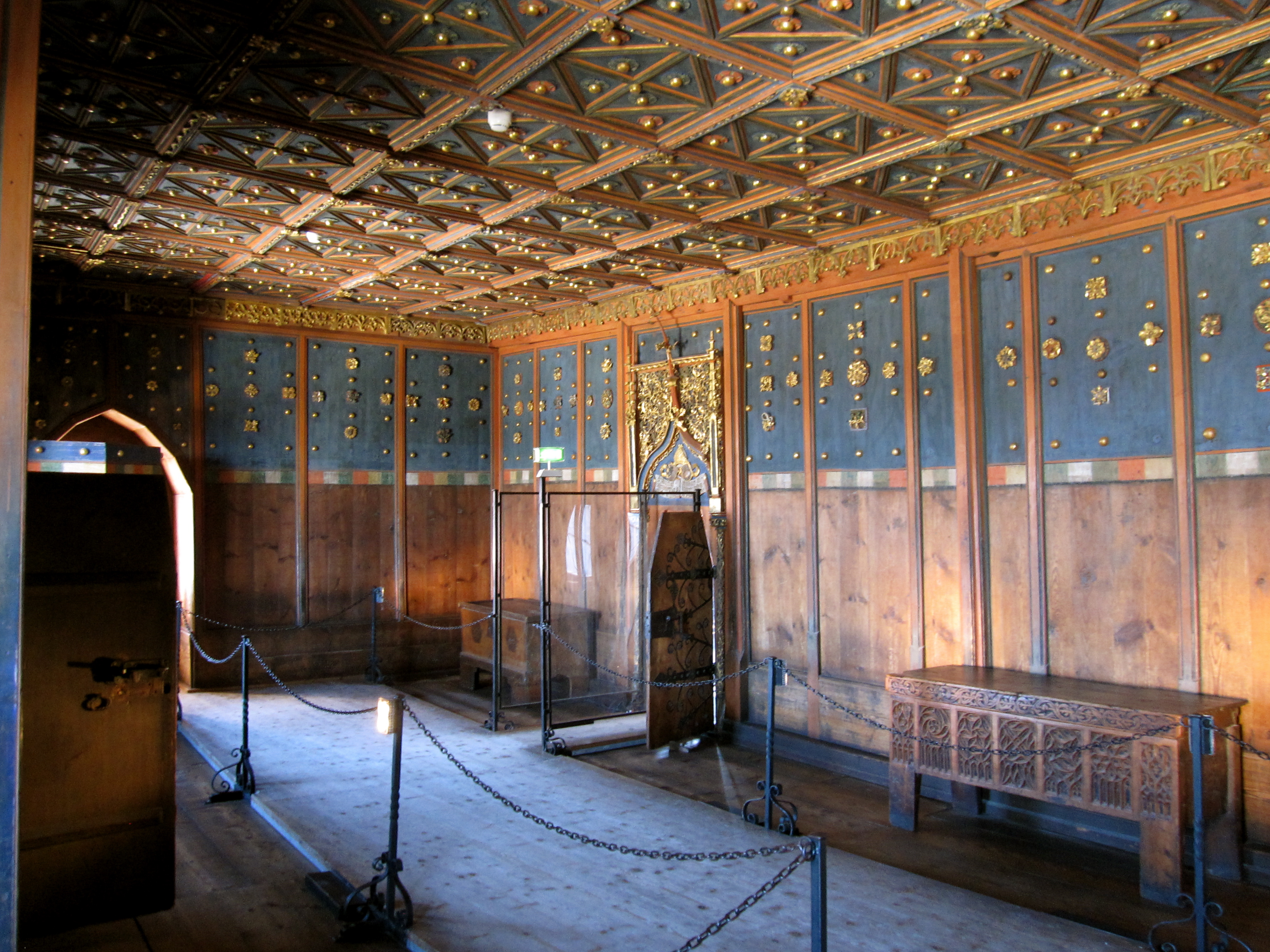
Bedchamber of the Prince-Bishop